# KMG Manniske Klinik Bad Frankenhausen

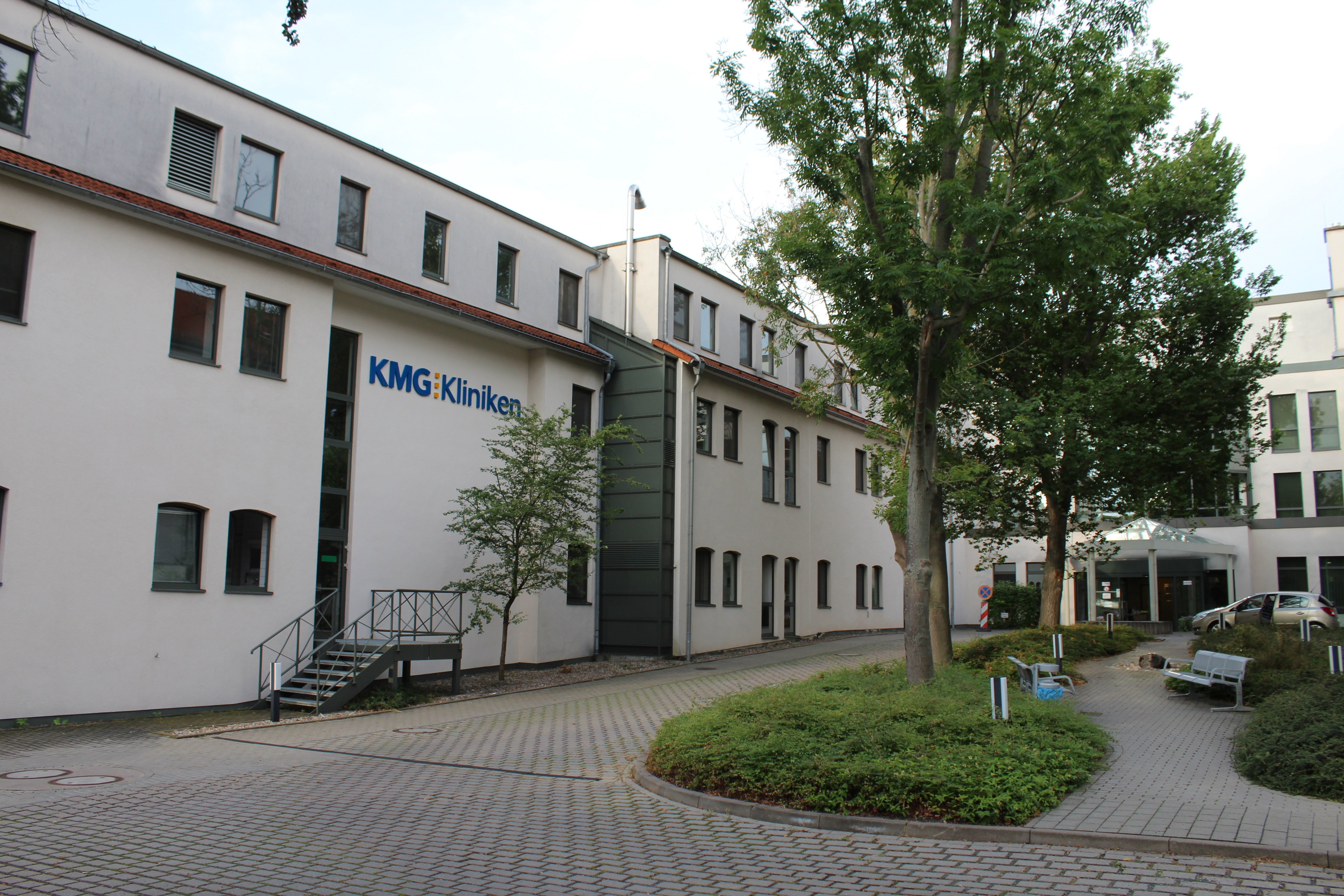
KMG Manniske Klinik 2019

Die KMG Manniske Klinik Bad Frankenhausen ist ein Akutkrankenhaus mit Sitz im thüringischen Bad Frankenhausen im Kyffhäuserkreis und ein Krankenhaus mit regionalem (intermediärem) Versorgungsauftrag. Es gehört zum Unternehmensverbund der KMG Kliniken aus Brandenburg.

## Geschichte
Am 31. Januar 1798 erwirkte der ortsansässige Arzt, Wilhelm August Gottlieb Manniske, beim regierenden Fürsten zu Schwarzburg-Rudolstadt einen Antrag für die Errichtung einer Krankenanstalt in Bad Frankenhausen. Manniske fand in der Münze (Straße von Bad Frankenhausen) einen geeigneten Standort und konnte seine Krankenanstalt dort am 1. Juni 1799 eröffnen. In der Zeit von der Eröffnung bis zum 31. Mai 1800 behandelte Manniske dort 62 Patienten. Drei Jahre später gründete er die Entbindungsanstalt, die mit dem Krankenhaus verbunden war.
Am 25. Juni 1835 starb Manniske; die Krankenanstalt lief ohne ihn weiter bis 1861, dann wurde das Krankenhaus in der Münze aufgelöst und in eine Schule mit Lehrerwohnung umgewandelt. Vom selben Jahr an bis ins Jahr 1863 errichtete man das neue Krankenhaus im westlichen Teil der Stadt auf einem 1690 m² großen Gelände, dem sogenannten „Tischbrett“, das heute noch der Standort des Manniske-Krankenhauses ist.
Mit dem Erhalt eines Statuts im Jahr 1873 bekam das Krankenhaus den offiziellen Titel „Stadt- und Landkrankenhaus“. Im Jahr 1885 widerrief das Amtsgericht Bad Frankenhausen dieses Statut, womit es eine neue Bezeichnung bekam und nun als „Bezirkskrankenhaus“ geführt wurde. Im Jahr 1904 folgte ein Erweiterungsbau an der Ostseite in Richtung Norden. Zum ersten Mal übernahm im Jahr 1927 ein Arzt in hauptamtlicher Besetzung die Leitung des Krankenhauses. Bisher nahm diese Position immer ein Physikus bzw. Amtsarzt oder ein praktischer Arzt nebenamtlich war. Nach dem Erweiterungsbau im Jahr 1904 folgte im Jahr 1928 eine Erweiterung des heutigen chirurgischen Hauses an der Westseite nach Süden mit Operationssaal und Fahrstuhl, welcher 1937 ergänzt wurde durch einen Anbau zwischen dem Ostflügel und dem chirurgischen Haus. Einhergehend mit der Gründung des Kreises Artern im Jahr 1952 erhielt das Krankenhaus den Status eines „Kreiskrankenhauses“, weiterhin erfolgten im selben Jahr die Überführung des bis dahin von einem Kuratorium verwalteten Krankenhauses ins Staatseigentum und die seit 1926 tätigen Diakonissen wurden durch Schwestern des staatlichen Gesundheitswesens abgelöst.
Ein Jahr später erfolgte die Gründung einer selbstständigen inneren Abteilung, welche neben der schon bestehenden Chirurgisch-gynäkologisch-geburtshilflichen Abteilung agieren konnte. Bei weiteren Erweiterungen folgte im Jahr 1957 der Aus- bzw. Umbau der alten Gaststätte „Bellevue“ zu einer Poliklinik. Infolge der Bildung des Kreises Artern konnten die beiden Krankenhäuser Bad Frankenhausen und Artern am 8. März 1960 zusammengelegt werden und alle dazugehörigen ambulanten Einrichtungen übernommen werden. Zwischen 1964 und 1981 erfuhr das Krankenhaus mehrere Neu-, Um- oder Ausbaumaßnahmen. So wurden ein Haupteingang, Vorhalle, Apotheke, Operationssaal, Wartezimmer, Zentralsterilisation, ein Kreißsaal und neue Stationen neu gebaut oder errichtet. Zwischendurch verlieh man dem Krankenhaus auch den offiziellen Namen „Manniske-Krankenhaus“. Nach der Wende erstellte man eine Ziel- und Entwicklungsplanung für die Generalsanierung des Krankenhauses, die durch das Thüringer Sozialministerium genehmigt wurde.
1992 erfolgte die Erstellung einer Chirurgisch-traumatologischen Station mit 24 Betten, welche heute „Gartenhaus“ genannt wird. Im Jahr darauf folgte die feierliche Übergabe eines modernen OP-Traktes und der symbolische Spatenstich für den Baubeginn zur Generalsanierung. Am 1. Mai 1994 übernahm der DRK-Landesverband Thüringen vom Landkreis Artern das Manniske-Krankenhaus in seine Trägerschaft. Der im Jahr 1993 in Auftrag gegebene Baubeginn zur Sanierung fand am 17. Januar 1996 seinen ersten Höhepunkt, mit der Einweihung des neuen Bettenhauses (92 Betten) einschließlich des zentralen Verkehrsknotenpunktes mit 3 Aufzügen. In den Jahren 1997 und 1998 wurden die Baumaßnahmen fortgesetzt, indem man mit Altbausanierung des Haupthauses begann. Am 27. Mai 1999 fanden im und am Krankenhaus die Feierlichkeiten anlässlich des 200-jährigen Bestehens des Bad Frankenhäuser Krankenhauses statt, inbegriffen das Gedenken an den Schöpfer des Krankenhauses, Wilhelm August Gottlieb Manniske.
Im Jahr 2000 war Baubeginn des 2. Bauabschnitts, mit neuem OP-Trakt, Intensiv-Station, Kreißsaal und einer Bettenstation sowie Küchenbereich, welche am 1. September 2004 mit der feierlichen Eröffnung des Neubaus beendet wurden. Im Oktober 2005 erfolgte dann ein weiterer Schritt zur Modernisierung, durch die Inbetriebnahme eines neuen Siemens CT sowie eines Siemens MRT. Seit Januar 2006 gibt es das Medizinische Versorgungszentrum (MVZ) Bad Frankenhausen. Mittlerweile sind sieben Praxen integriert. Im Jahr 2018 beantragte die DRK gemeinnützige Krankenhausgesellschaft Thüringen Brandenburg mbH aufgrund von Zahlungsschwierigkeiten ein Insolvenzverfahren beim Amtsgericht Mühlhausen. Am 18. März 2019 wurde bekannt, dass die Kliniken des bisherigen Trägers in Bad Frankenhausen, Sondershausen, Sömmerda und Luckenwalde von den KMG Kliniken übernommen werden sollen.
KMG Manniske Gesundheitszentrum
Der stationäre Klinikbetrieb in Bad Frankenhausen wurde zum 31. März 2025 eingestellt. Die Tradition des Standortes wird im KMG Manniske Gesundheitszentrum fortgesetzt. Dem Fortschritt der Medizin ist es zu verdanken, dass viele Leistungen, für die vor wenigen Jahren noch ein Krankenhausaufenthalt nötig war, heute ambulant erbracht werden können. Deshalb werden in Bad Frankenhausen heute umfassende ambulante Versorgungsmöglichkeiten in sieben Facharztpraxen angeboten. Vor allem wurden auch die Kapazitäten für ambulante Operationen erhöht.
Auch die DRK-Rettungswache sowie eine Bereitschaftsdienstpraxis der Kassenärztlichen Vereinigung Thüringen sind in das KMG Manniske Gesundheitszentrum eingebunden. Perspektivisch ist ein Ausbau des Pflegebereichs sowie weiterer ambulanter Leistungen vorgesehen.

## Einrichtungen und Fachabteilungen

### Einrichtungen und Einmieter
- Medizinisches Versorgungszentrum
- Ärztlicher Bereitschaftsdienst der Kassenärztlichen Vereinigung Thüringen: Uebersicht_KVT_Aerztlicher-BD241031.pdf
- Rettungswache Bad Frankenhausen des Deutschen Roten Kreuzes, Kreisverband Artern-Sömmerda: Rettungsdienst Artern - Kreisverband Sömmerda/Artern e.V.
- Dr. F. Steidl Zahn,- Mund- und Kieferchirurgie: Die Praxis - PoliMedico

## Belege
1. ↑  Krankenhausspiegel Thüringen, Porträt des DRK-Manniske-Krankenhaus Bad Frankenhausen
2. ↑  MVZ-Übersicht
3. ↑  KMG-Kliniken übernehmen Thüringer DRK-Krankenhäuser. In: MDR.de. 18. März 2019, abgerufen am 18. März 2019.
4. ↑  dpa: Ambulant statt stationär: KMG-Klinik in Bad Frankenhausen vor Neuausrichtung. In: Die Zeit. 3. September 2024, ISSN 0044-2070 (zeit.de [abgerufen am 7. August 2025]).